# Siemion Morozow
Siemion (Nikołaj) Grigorjewicz Morozow (ros. Семён (Николай) Григорьевич Морозов, ur. 12 września?/25 września 1914 w Taganrogu, zm. 23 lutego 1943) – komisarz podziemnej komunistycznej organizacji młodzieżowej w Taganrogu podczas niemieckiej okupacji, nagrodzony pośmiertnie tytułem Bohatera Związku Radzieckiego (1965).

## Życiorys
Urodził się w rodzinie kolejarza. Skończył 10 klas, później  studiował w Taganroskim Instytucie Nauczycielskim, po czym pracował jako nauczyciel w szkole nr 16, później sekretarz Komitetu Miejskiego Komsomołu w Taganrogu. Podczas wojny ZSRR z Niemcami zorganizował i został kierownikiem młodzieżowego podziemia komsomolskiego w Taganrogu. Ponad 250 podlegających mu młodych ludzi prowadziło działalność agitacyjną, drukowało i rozprowadzało ulotki i organizowało sabotaż, uszkadzając samochody i lokomotywy i wysadzając magazyny. Został komisarzem jednej z organizacji komsomolskich. 18 lutego 1943 grupa działaczy wraz z nim została schwytana przez gestapo i po brutalnych przesłuchaniach zastrzelona niedaleko Taganrogu. 8 maja 1965 został pośmiertnie uhonorowany tytułem Bohatera Związku Radzieckiego i Orderem Lenina.